# 善广乡
善广乡，是中华人民共和国重庆市忠县下辖的一个乡镇级行政单位。

## 行政区划
善广乡下辖以下地区：
杨鹤村、三星村、上坪村、雨台村、庄子村、金钟村和尖峰村。